# Siegfried Glacier
Siegfried Glacier är en glaciär i Antarktis. Den ligger i Västantarktis. Argentina, Chile och Storbritannien gör anspråk på området. Siegfried Glacier ligger 256 meter över havet.
Terrängen runt Siegfried Glacier är kuperad åt sydost, men åt nordväst är den platt. Terrängen runt Siegfried Glacier sluttar österut. Trakten är obefolkad. Det finns inga samhällen i närheten. 